# Тавиньяно
Тавиньяно (фр. Tavignano) — река во Франции, на острове Корсика. Средний расход воды — 11,7 м³/с.
Длина реки — около 89 км, площадь бассейна — 625 км². Истоки реки находятся на высоте 1743 м над уровнем моря к югу от горы Чинто, далее река протекает преимущественно в восточном направлении, после чего впадает в Тирренское море.
Река с зимним паводком, с декабря по март включительно максимум в январе-феврале. Самый низкий уровень воды в реке летом, в период с июля по сентябрь включительно.

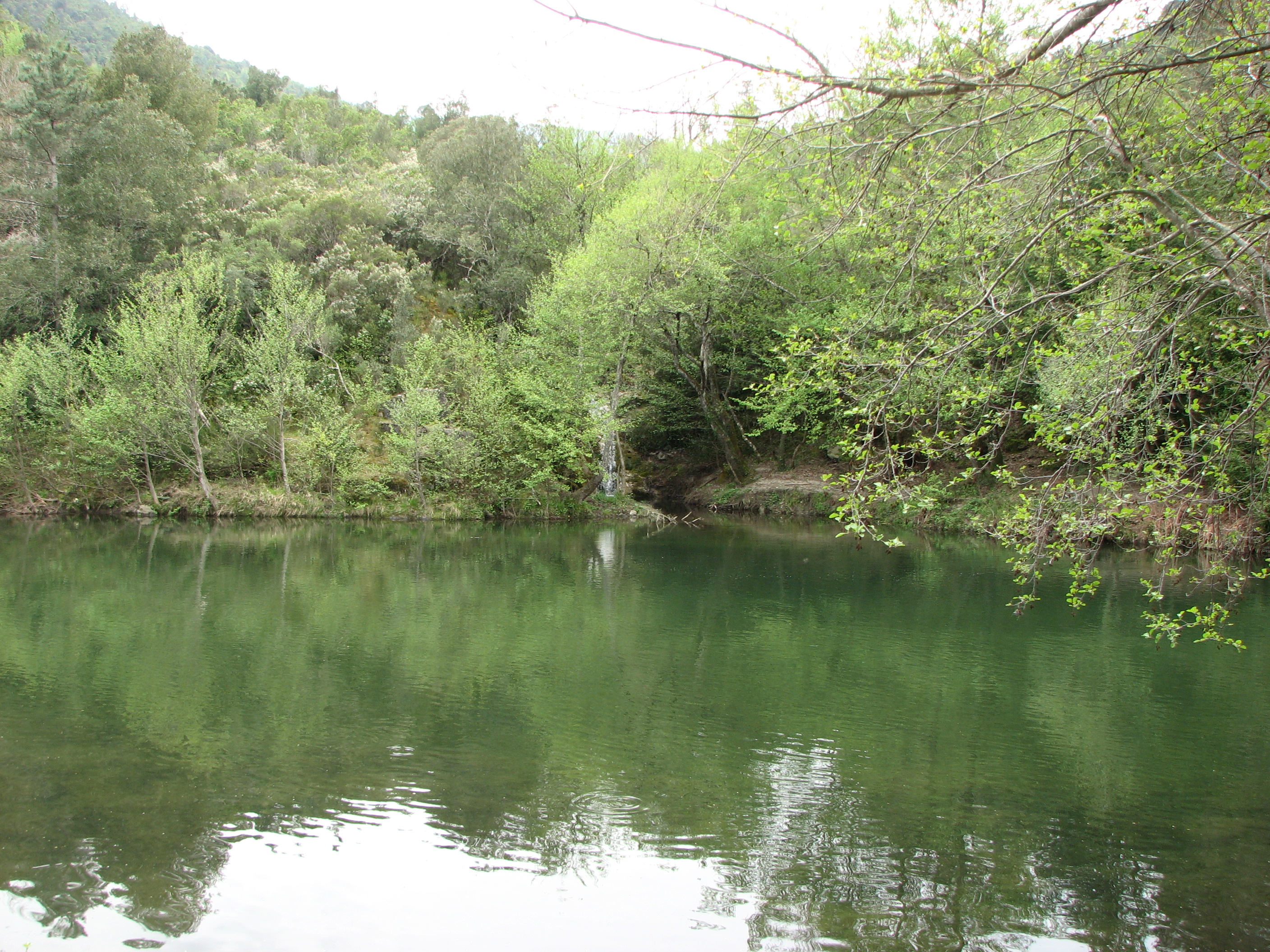